# لمبه گندم
لمبه گندم (نام علمی: Trogoderma granarium) نام یک گونه از تیره سوسک‌های چرم‌خوار است.
حشره کامل بطول یک و نیم تا ۳ میلیمتر و به رنگ قهوه‌ای مایل به قرمز است. شکل عمومی بیضی کشیده و پوشیده از موهای زرد است. شاخک‌ها و پاها عموماً زرد مایل به قرمز می‌باشد ولی دو بند اول شاخک وپنجه پاها تیره‌تر است. شاخک‌ها ۱۱ بندی و به‌حالت چماقی است. بال‌پوش‌ها در انتهای بدن گرد و در روی آنها غالباً لکه‌های نامشخص قرمز قهوه‌ای دیده می‌شود.